# 普蒂菲加里
普蒂菲加里（義大利語：Putifigari），是意大利萨萨里省的一个市镇。总面积53.12平方公里，人口741人，人口密度13.9人/平方公里（2009年）。ISTAT代码为090060。